# Датско-канадские отношения
Датско-канадские отношения — двусторонние дипломатические отношения между Данией и Канадой. У Канады имеется посольство в Копенгагене, а Дания имеет посольство в Оттаве и генеральное консульство в Торонто. Обе страны являются полноправными членами НАТО и Арктического совета. Отношения между двумя странами долгое время были осложнены диспутом о принадлежности Острова Ганса.

## История
В 1928 году были установлены двусторонние отношения между Канадой и Данией. 22 сентября 1949 года был подписан первый договор между странами по установлению визовых требований. В 1956 году страны подписали налоговое соглашение. В 1969 году Канада и Дания договорились о сотрудничестве в оборонной сфере. В 1983 году было подписано социальное и экономическое соглашение в Копенгагене. В 2010 году была запущена программа Дания — США/Канада, направленная на интернационализацию датской образовательной системы.

## Остров Ганса
Остров Ганса — малый, необитаемый остров в центре Пролива Кеннеди, части пролива Нареса. Площадь 1,3 км². Принадлежность острова оспаривается Канадой и Данией. В 1973 году Канада и Дания ратифицировали договор, определяющий границы в этом районе. Договор не определяет границы по острову Ганса, так как соглашение не было достигнуто по этому вопросу. В 1984 году датский министр Гренландии поднял датский флаг на острове. 25 июля 2005 года министр национальной обороны Канады Билл Грэм посетил остров, что вызвало гневную реакцию Дании. Правительство Дании направило письмо протеста в Канаду. В 2005 году Канада также направила два военных корабля на остров Ганса HMCS Shawinigan и HMCS Glace Bay. 19 сентября 2009 года оба правительства начали диалог по разрешению данного территориального спора. По состоянию на 2022 год территориальный спор решён.

## Датчане в Канаде
Около 200 тысяч человек в Канаде имеют датское происхождение. Датчане в основном живут в провинциях: Онтарио, Альберта и Британская Колумбия.